# Dassault Falcon 5X
Die Falcon 5X war ein Programm für die Falcon-Baureihe von Geschäftsreiseflugzeugen des französischen Herstellers Dassault Aviation, das ab 2020 hätte ausgeliefert werden sollen. Die Falcon 5X sollte das Flugzeugprogramm des Herstellers am oberen Ende erweitern und der Gulfstream G650 entgegengesetzt werden.

## Geschichte
Die Entwicklung begann bereits 2006 unter dem Projektnamen SMS und hatte ursprünglich ein deutlich kleineres Modell zum Ziel. Aufgrund von Marktanalysen um 2008 wurde der Entwurf 2009 grundsätzlich überarbeitet und das neue Flugzeug am oberen Ende der Familie positioniert. Die Falcon 5X ist die erste vollständig neue Entwicklung bei Dassault innerhalb des vergangenen Jahrzehnts.
Das Projekt wurde 2013 im Rahmen der NBAA-BACE der Öffentlichkeit vorgestellt. Der Erstflug erfolgte am 5. Juli 2017, eine Zulassung wurde für Ende 2019 angestrebt. Wegen Problemen beim Triebwerkshersteller Safran bei der Entwicklung des neuen Silvercrest-Triebwerks verzögerte sich das Programm, worauf Kunden ihre Bestellungen zusehends stornierten. Obwohl der Erstflug im Juli 2017 die Erwartungen erfüllte, wurde das Programm am 13. Dezember 2017 eingestellt.
Die dabei gewonnenen Erkenntnisse flossen in ein neues Geschäftsreiseflugzeug (Dassault Falcon 6X), dessen erste Flugzeuge bis 2022 in Dienst gestellt werden sollen.[veraltet] Beim neuen Projekt sollen Triebwerke von Pratt & Whitney Canada verwendet werden.

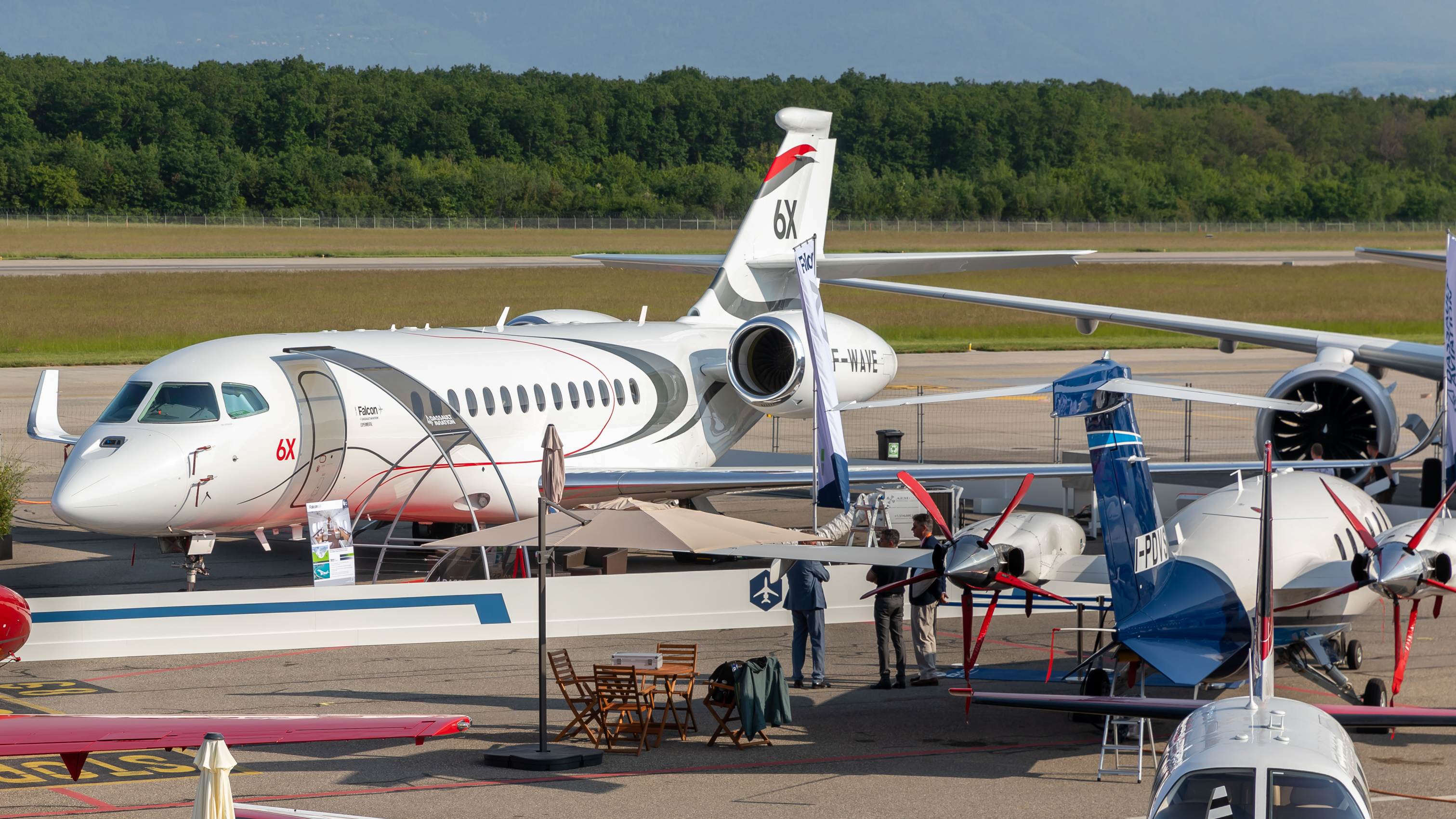
Prototyp der Falcon 6X

## Konstruktion
Die Struktur der Falcon 5X bestand primär aus Aluminiumlegierungen. Die Leitwerke, die Triebwerksgondeln sowie zahlreiche Verkleidungen wurden hingegen als Bauteile aus Faserverbundwerkstoffen entworfen. Als erstes Modell der Falcon-Familie erhielt die 5X Winglets. Die familientypische Leitwerksanordnung blieben jedoch erhalten.
Das elektrische Bordnetz wurde erstmals als Wechselstromsystem mit variabler Frequenz ausgeführt. Neben den klassischen Verbrauchern sollte es zukünftig auch die Triebwerke während des Startvorgangs versorgen.
Das digitale Fly-By-Wire-Flugkontrollsystem verfügte über sechs Flight Control Computer (drei primäre und drei sekundäre). Neben den üblichen Autopilotenmodi stellte das Flugkontrollsystem eine automatische Begrenzung des Flugbereichs sicher. Zusätzliche Notmodi umfassten reduzierte Funktionalitäten und eine direkte Steuerung der Kontrollflächen. Neu war der gegenläufige Ausschlag von Querruder und Flaperons als Luftbremse. Die Steuerflächen wurden von Hydraulikaktuatoren angetrieben, die aus zwei Hydraulikkreisläufen mit 3000 psi (210 bar) gespeist wurden. Die Landeklappen wurden hingegen erstmals in der Firmengeschichte elektrisch gefahren.

## Technische Daten
| Kenngröße                    | Daten                                                                                   |
| ---------------------------- | --------------------------------------------------------------------------------------- |
| Besatzung                    | 2                                                                                       |
| Passagiere                   | bis 16                                                                                  |
| Länge                        | 25,2 m                                                                                  |
| Spannweite                   | 25,9 m                                                                                  |
| Höhe                         | 7,5 m                                                                                   |
| Leermasse                    | 19.730 kg                                                                               |
| max. Startmasse              | 31.570 kg                                                                               |
| Höchstgeschwindigkeit        | Mach 0,9, (970 km/h)                                                                    |
| maximal zugelassene Flughöhe | 51.000 ft (15.500 m)                                                                    |
| Reichweite                   | 5200 NM (9.600 km)                                                                      |
| Triebwerke                   | 2 × Safran Silvercrest (SC-1D) mit 51 kN (Max. Schub auf Meereshöhe und Normatmosphäre) |